# Punta Serrano
Punta Serrano ist eine Landspitze von Greenwich Island im Archipel der Südlichen Shetlandinseln. Sie liegt 1,5 km südsüdwestlich des Canto Point am nordwestlichen Ende der Discovery Bay.
Wissenschaftler der 1. Chilenischen Antarktisexpedition (1946–1947) benannten die Landspitze nach Fernando Serrano Reinella, Chirurg an Bord der Iquique bei dieser Forschungsreise.